# Wiszniówka (rejon smorgoński)
Wiszniówka (biał. Вішнёўка; ros. Вишнёвка) − wieś na Białorusi, w obwodzie grodzieńskim, w rejonie smorgońskim, w sielsowiecie Krewo.

## Historia
W czasach zaborów wieś włościańska w gminie Krewo, w powiecie oszmiańskim, w guberni wileńskiej Imperium Rosyjskiego. W 1866 roku liczyła 20 dusz rewizyjnych, należała do dóbr skarbowych Krewo. W 1905 roku wyróżniono dwie wsie. Wiszniówka Stara liczyła 70 mieszkańców, 161 dziesięcin i Wiszniówka Nowa, która liczyła 101 mieszkańców i 102 dziesięcin.
W latach 1921–1945 wieś leżała w Polsce, w województwie wileńskim, w powiecie oszmiańskim, w gminie Krewo.
W 1931 wieś w 28 domach zamieszkiwały 153 osoby.
Wierni należeli do parafii rzymskokatolickiej i prawosławnej w Krewie. Miejscowość podlegała pod Sąd Grodzki w Smorgoniach i Okręgowy w Wilnie; właściwy urząd pocztowy mieścił się w Krewie.
Po II wojnie światowej w granicach Związku Sowieckiego. Od 1991 w niepodległej Białorusi.